# Шатијон ан Диоа
Шатијон ан Диоа (фр. Châtillon-en-Diois) насеље је и општина у источној Француској у региону Рона-Алпи, у департману Дром која припада префектури Ди.
По подацима из 2011. године у општини је живело 564 становника, а густина насељености је износила 20,13 становника/km². Општина се простире на површини од 28,02 km². Налази се на средњој надморској висини од 570 метара (максималној 2.038 m, а минималној 514 m).

## Демографија
| 1962. | 1968. | 1975. | 1982. | 1990. | 1999. | 2011. |
| ----- | ----- | ----- | ----- | ----- | ----- | ----- |
| 518   | 563   | 505   | 562   | 545   | 523   | 564   |

График промене броја становника у току последњих година